# Seon
Seon es una comuna suiza del cantón de Argovia, ubicada en el distrito de Lenzburg. Limita al noroeste con la comuna de Schafisheim, al norte con Staufen, al noreste con Lenzburg, al este con Egliswil, al sureste con Seengen, al sur con Hallwil y Dürrenäsch, al suroeste con Teufenthal, y al oeste con Gränichen.